# كأس النرويج 1933
كأس النرويج 1933 (بالنرويجية: Norgesmesterskapet i fotball for menn 1933)‏ هو الموسم 32 من كأس النرويج. أشرف على تنظيمه اتحاد النرويج لكرة القدم، وفاز فيه نادي ميوندالن.